# Dasyboarmia
Dasyboarmia is een geslacht van vlinders van de familie spanners (Geometridae), uit de onderfamilie Ennominae.

## Soorten
- D. hyperdasys Prout, 1928
- D. isorropha Prout, 1932